# Cis immaturus
Cis immaturus är en skalbaggsart som beskrevs av Elwood C. Zimmerman 1939. Cis immaturus ingår i släktet Cis och familjen trädsvampborrare. Inga underarter finns listade i Catalogue of Life.